# طائرة صفر إي
طائرة صفر إي أو (zero e)،هي طائرة أو برنامج من مجموعة طائرات من شركة إير باص،يهدف هذا البرنامج إلى صنع طائرات تعمل بالهيدروجين كما صرح الرئيس التنفيذي لشركة إير باص غيوم فوري لحماية البيئة،يحتوي هذا البرنامج على ثلاثة نماذج تم الأعلان عنهم في 21 سبتمبر 2020 في باريس (فرنسا) وتم الإعلان عن تاريخ الإطلاق لعام 2035.

## النماذج الثلاث
وتشتمل المفاهيم الثلاث من برنامج صفر أي(ZEROe) على طائرة ذات محرك توربيني مروحي (turbofan)، وهي تتسع لـ120 إلى 200 راكب، كما توجد أيضاً طائرة تسع لمائة راكب تعمل بمحرك مروحة عنفية (turboprop).
ومع ذلك، تُعد الطائرة التي تتميز بهيكل الجناح المختلط (blended-wing body) بمثابة نجم المحادثة.
وفي هذا النموذج، تندمج الأجنحة مع جسم الطائرة لتشكيل شكل انسيابي للغاية.

## مبدأ عمل المحركات
ستعمل طائرة صفر أي (ZEROe) بنظام دفع كهربائي مروحي يعمل بخلايا وقود الهيدروجين، التي تحوّل الهيدروجين إلى كهرباء من خلال تفاعل كيميائي. وسيكون الناتج الثانوي الوحيد لهذا التفاعل هو الماء، ما يعني أن العملية ستكون شبه خالية من الكربون طالما أن الهيدروجين يُنتَج باستخدام الطاقة المتجددة. ستكون هناك أربع مراوح، كل منها يعمل بخلايا وقود خاصة به.

## إير باص والهيدروجين
يهدف برنامج "محاور إيرباص للهيدروجين في المطارات" إلى تعزيز توسع منظومة الهيدروجين العالمية لضمان دعمها للرحلات الجوية التي تعمل بالهيدروجين. ويجمع هذا البرنامج، وهو مبادرة تعاونية، شركات الطيران والمطارات والجهات الفاعلة في القطاع وموردي الطاقة ومتخصصي التكنولوجيا لمعالجة القضايا الرئيسية المتعلقة بإنتاج الهيدروجين وتخزينه وتوزيعه. ويضم البرنامج حاليًا أكثر من 220 مطارًا كشركاء، بالإضافة إلى العديد من موردي الطاقة وشركات الطيران.